# Потіцька сільська рада (Рогатинський район)
| Потіцька сільська рада — орган місцевого самоврядування у Рогатинському районі Івано-Франківської області з адміністративним центром у с. Потік. Утворена 21 лютого 1995 року. Водоймища на території, підпорядкованій даній раді: річка Гнила Липа. Сільській раді підпорядковані населені пункти: - с. Потік - с. Залип'я |

## Склад ради
Рада складається з 15 депутатів та голови.

### Керівний склад ради
| ПІБ                           | Основні відомості                                                         | Дата обрання | Дата звільнення |
| ----------------------------- | ------------------------------------------------------------------------- | ------------ | --------------- |
| Демський Богдан Володимирович | Сільський голова, 1963 року народження, освіта                            | 26.03.2006   | 31.10.2010      |
| Демський Богдан Володимирович | Сільський голова, 1963 року народження, освіта вища, член Партії регіонів | 31.10.2010   |                 |
| Стасишин Іван Васильович      | Сільський голова,                                                         |              |                 |
| Окрепка Ольга Тарасівна       | Секретар                                                                  |              |                 |
| Музика Олег Євгенович         | Бухгалтер                                                                 |              |                 |

Примітка: таблиця складена за даними джерела